# Prosinec 2019
Toto je archivovaný článek z portálu Aktuality.
2. prosince – pondělí
 Ruský prezident Vladimir Putin a jeho čínský protejšek Si Ťin-pching zahájili provoz plynovodu Síla Sibiře.
4. prosince – středa
 Senát Parlamentu České republiky schválil novelu zákona o státních svátcích. Den památky obětí invaze v roce 1968 se stal významným dnem.
 Nejméně 11 lidí zemřelo a kolem 2 000 bylo nakaženo spalničkami na ostrově Samoa. Zdravotnická pohotovost byla vyhlášena na ostrovech Tonga a Fidži s vyšším počtem nemocných se potýká také Nový Zéland.
 Nejvyšší státní zástupce Pavel Zeman zrušil rozhodnutí o zastavení trestního stíhání předsedy vlády Andreje Babiše v tzv. kauze Čapí hnízdo. Trestní stíhání tak pokračuje.
6. prosince – pátek
 Nejméně pět mrtvých a 40 zraněných si vyžádal výbuch plynu v panelovém domě ve slovenském městě Prešov.
 Rozsáhlé požáry buše spálily více než 1,6 milionu hektarů porostů v australském státě Nový Jižní Wales.
 Německá kancléřka Angela Merkelová navštívila spolu s polským premiérem Mateuszem Morawieckým památník vyhlazovacího tábora Auschwitz.
8. prosince – neděle
 Ve 108 letech zemřela nejstarší obyvatelka České republiky, Magdalena Kytnerová.

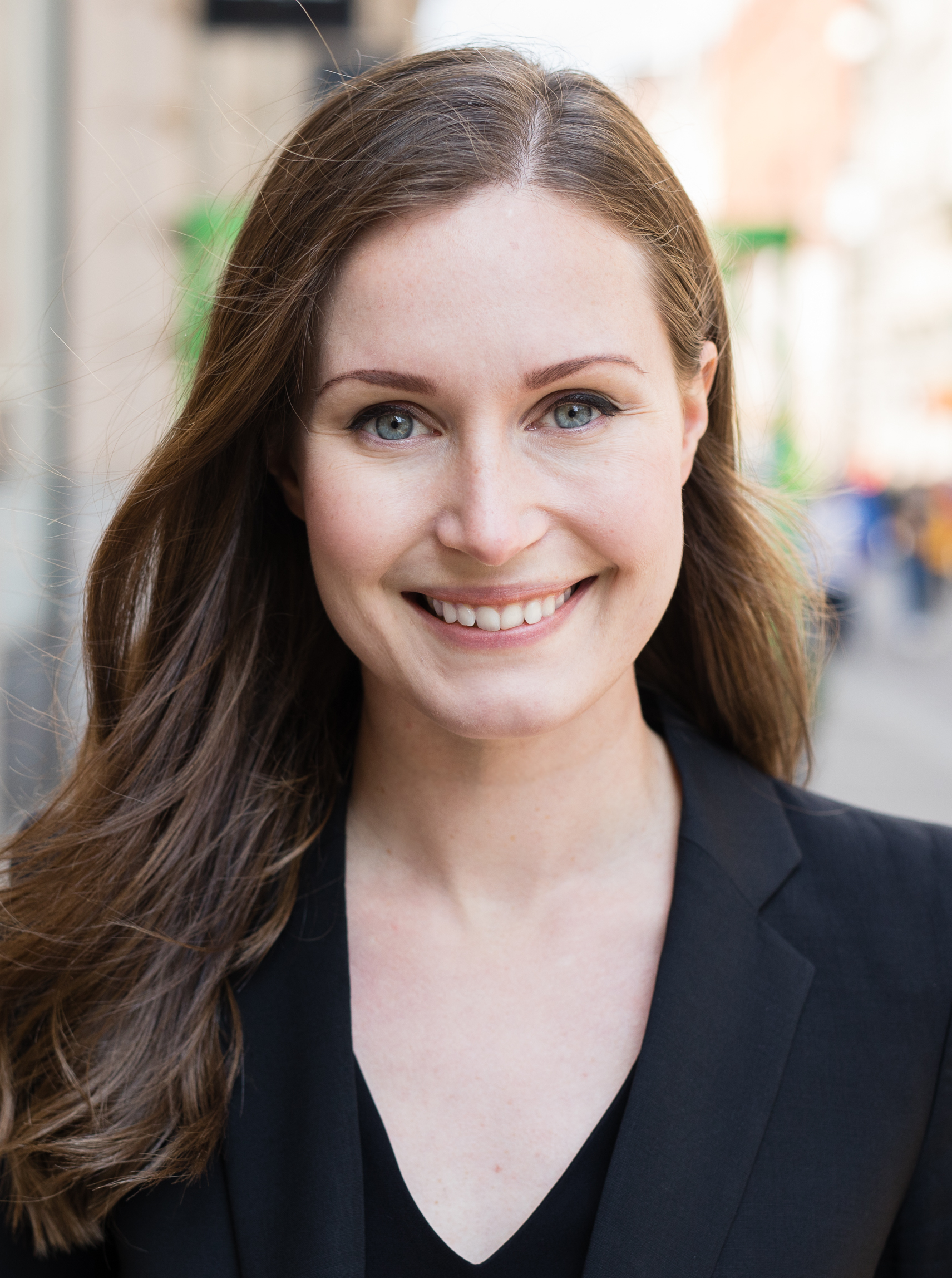
Sanna Marinová

 Finskou premiérkou byla zvolena Sanna Marinová (na obrázku). Ve svých 34 letech se zároveň stala nejmladší osobou na světě, která zastává premiérský úřad.
9. prosince – pondělí
 Ve věku 61 let zemřela na rakovinu švédská zpěvačka skupiny Roxette Marie Fredrikssonová.

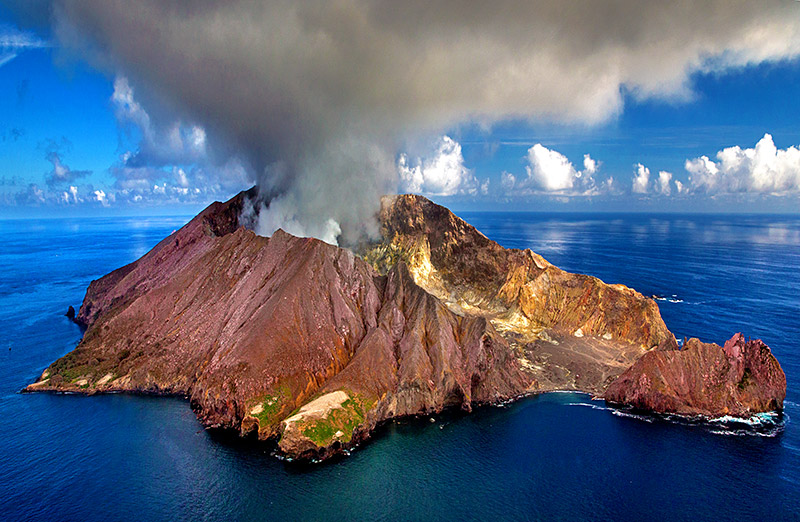
sopka Whakaari

 Výbuch novozélandské sopky Whakaari/White Island (na obrázku) v zálivu Hojnosti zabil nejméně pět lidí a osm dalších je pohřešováno.
 Sever Toskánska zasáhlo zemětřesení o síle 4,8 stupně Richterovy stupnice.
10. prosince – úterý
 Po střelbě ve Fakultní nemocnici Ostrava zemřelo šest lidí a tři lidé byli zraněni. Střelec později spáchal sebevraždu.
 V Praze na Václavském náměstí proběhla další demonstrace požadující demisi premiéra Andreje Babiše.
 Zastupitelstvo pražské části Řeporyje schválilo zahájení výstavby pomníku vojáků Ruské osvobozenecké armády.
11. prosince – středa
 Obyvatelé Autonomního území Bougainville se v nezávazném referendu vyslovili pro nezávislost na Papui Nové Guineji.
 Bitevní vrtulník ruského letectva Mi-28 se zřítil na Kubáni. Oba členové posádky zahynuli.
 Osobností roku časopisu Time byla vyhlášena Greta Thunbergová.

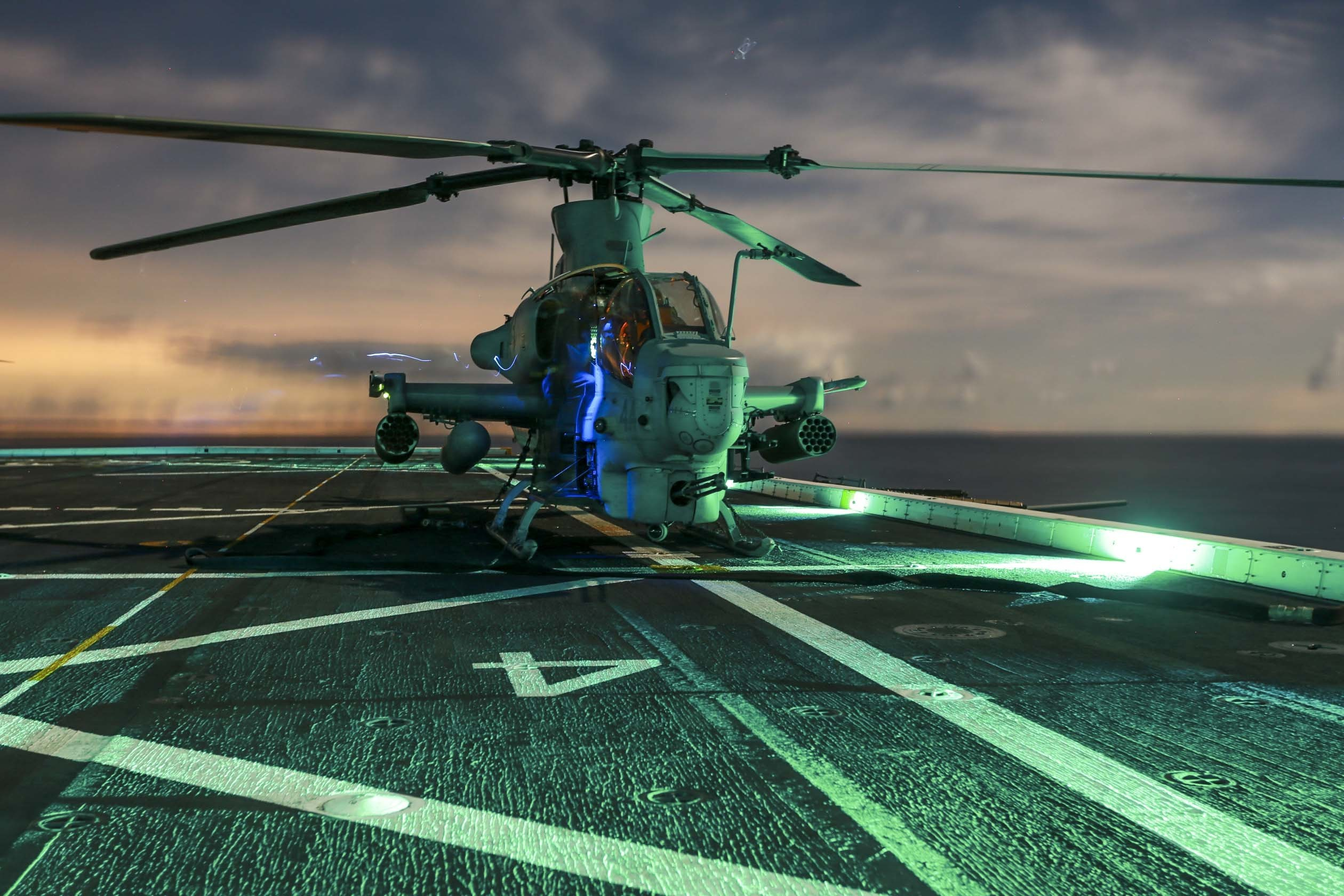
vrtulník Bell AH-1Z Viper

12. prosince – čtvrtek
 Ministr obrany Lubomír Metnar podepsal dohodu o nákupu dvanácti vrtulníků Bell UH-1Y Venom a Bell AH-1Z Viper (na obrázku).
 Požár na palubě ruské letadlové lodě Admiral Kuzněcov kotvící v přístavu Murmansk si vyžádal dvanáct zraněných. Jeden člověk je pohřešován.
13. prosince – pátek
 Brexit: Konzervativní strana stávajícího britského premiéra Borise Johnsona po všeobecných volbách obsadí nadpoloviční většinu křesel v britském parlamentu.
14. prosince – sobota
 Súdánský exprezident Umar al-Bašír obviněný z korupce vinu přiznal a byl odsouzen ke dvěma letům odnětí svobody.
16. prosince – pondělí
 Zastupitelé Zlínského kraje schválili výstavbu nové Krajské nemocnice Tomáše Bati ve Zlíně-Malenovicích. Stavba nemocnice si vyžádá 8 miliard korun, začít fungovat by měla v roce 2025.
17. prosince – úterý

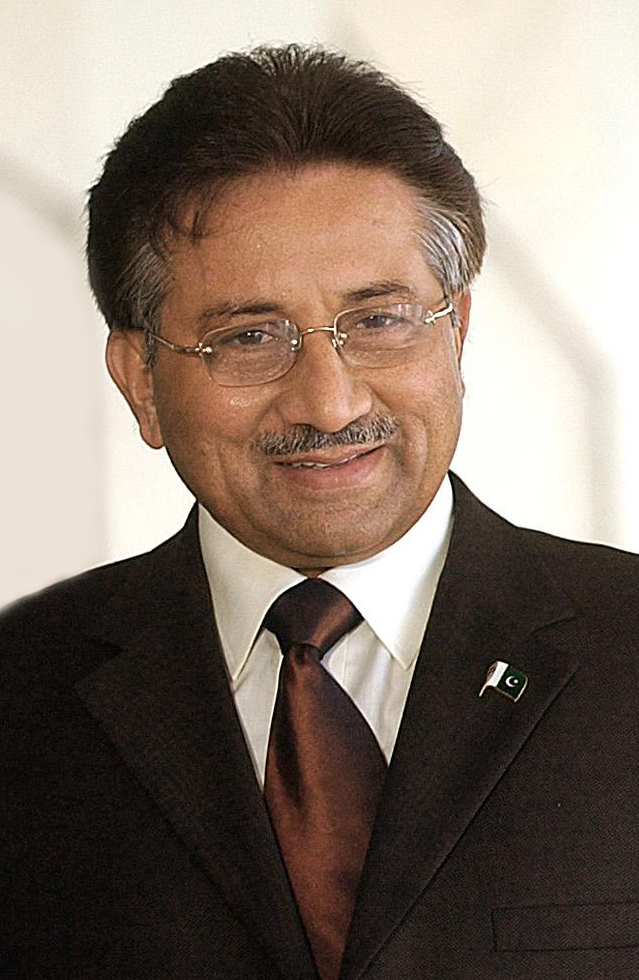
Parvíz Mušaraf

 Bývalý pákistánský prezident Parvíz Mušaraf (na obrázku) byl v nepřítomnosti odsouzen k trestu smrti za vlastizradu.
 Čínská armáda uvedla do služby svou první letadlovou loď vlastní výroby o délce 315 m s výzbrojí až 30 letadel a 16 vrtulníků.
 Ve všech obcích České republiky se v poledne rozezněly sirény, na uctění památky obětí střelby ve Fakultní nemocnici Ostrava.
18. prosince – středa
 V rámci programu Cosmic Vision odstartovala z kosmodromu Kourou raketa Sojuz ST-A, která vynesla na oběžnou dráhu čtyři satelity a teleskop pro výzkum exoplanet Cheops.
19. prosince – čtvrtek
 Sněmovna reprezentantů schválila ústavní žalobu proti prezidentu Donaldu Trumpovi.
 Nejvyšší průměrná denní teplota v Austrálii, dosahující 41,9 °C, komplikuje hašení rozsáhlých požárů australské buše.
 Plovoucí jaderná elektrárna Akademik Lomonosov byla na Čukotce uvedena do provozu.

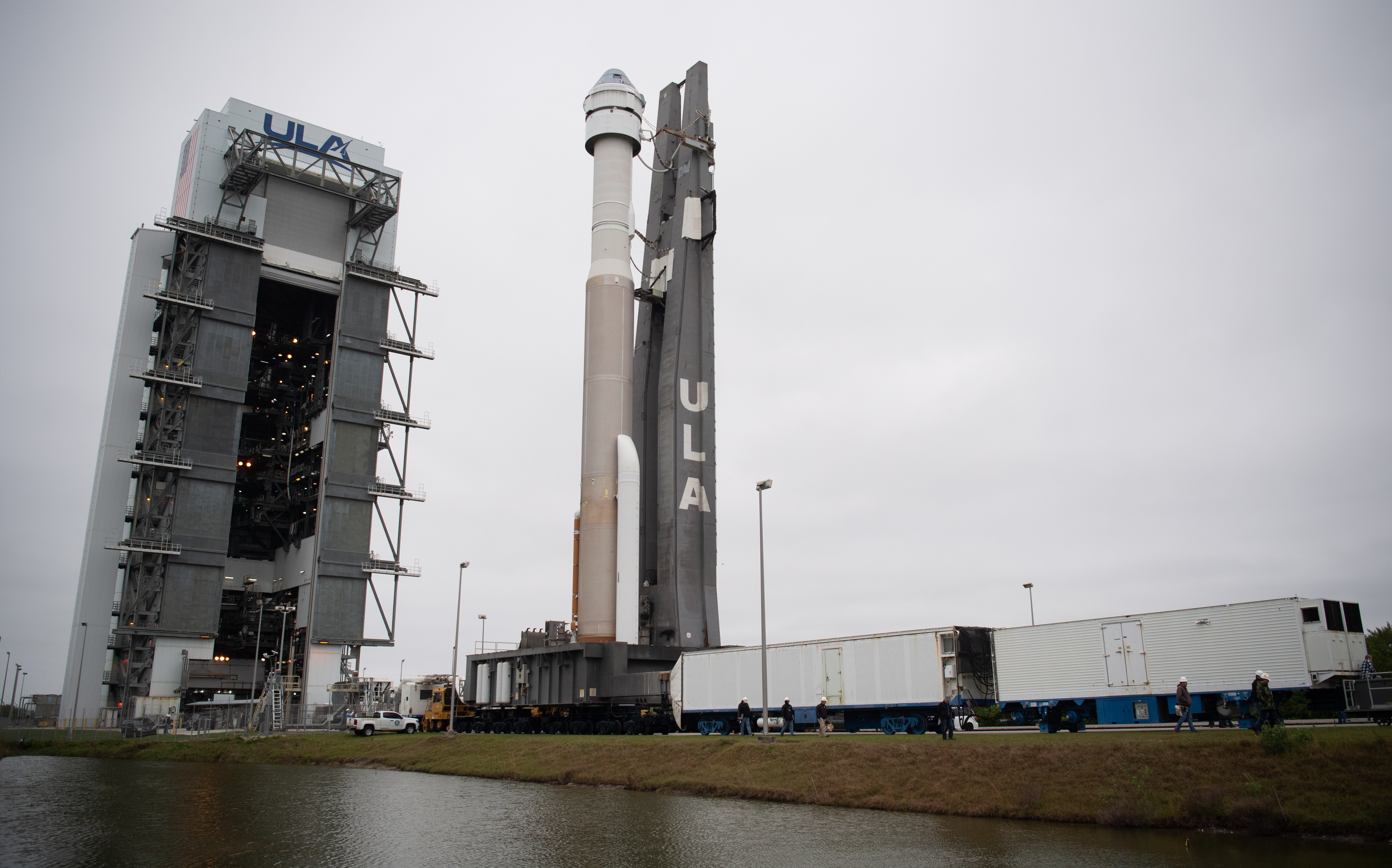
kosmická loď Starliner

20. prosince – pátek
 Raketa Atlas V vynesla k prvnímu testovacímu letu kosmickou loď Starliner (na obrázku) společnosti Boeing. Mise byla zkrácena, neboť loď nedosáhla oběžné dráhy potřebné ke spojení s ISS.
 Některé platební terminály ČSOB z důvodu přetížení zamítaly bezkontaktní platby, schvalovaly platby déle než obvykle nebo částku strhly dvakrát. Tento den bylo v bezkontaktním oběhu rekordní množství peněz.
21. prosince – sobota
 Somálsko a Etiopie byly vystaveny největší invazi sarančat za posledních 25 let, zničeno bylo doposud přibližně 70 tisíc hektarů obdělávané půdy.
 Ve třiceti městech Ruska se pravoslavní věřící modlili za odmítnutí připravovaného zákona o domácím násilí.
22. prosince – neděle
 V prvním kole chorvatských prezidentských voleb zvítězil bývalý sociálnědemokratický premiér Zoran Milanović a do druhého kola postoupil se stávající středopravicovou prezidentkou Kolindou Grabar-Kitarović.
23. prosince – pondělí
 Kybernetický útok proti společnosti OKD způsobil přerušení těžby uhlí v Ostravsko-karvinském revíru.
 Vladimir Putin otevřel Krymský most pro železniční dopravu.

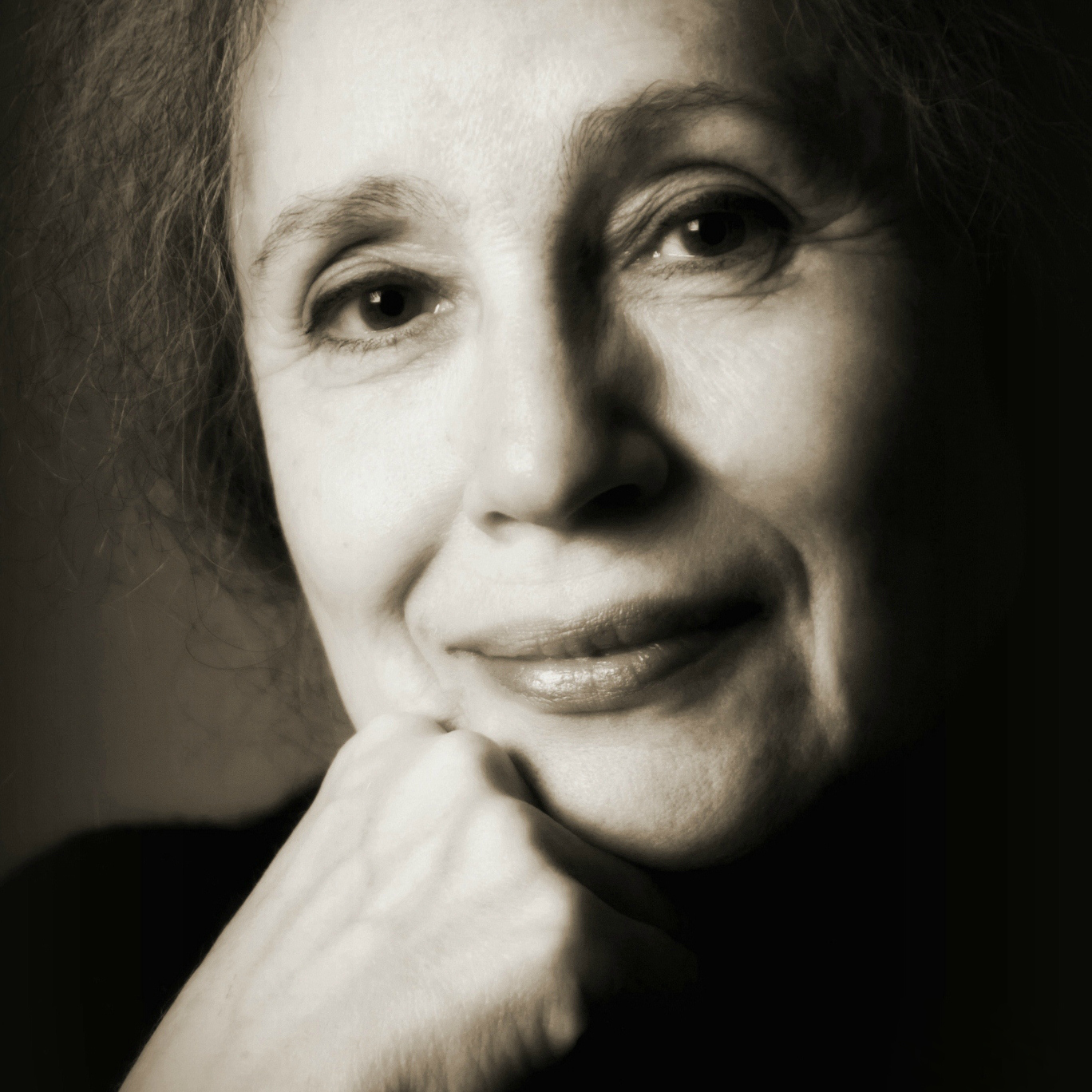
Táňa Fischerová

25. prosince – středa
 Ve věku 72 let zemřela Táňa Fischerová (na obrázku) herečka, moderátorka, občanská aktivistka, poslankyně a kandidátka na prezidentku ČR.
27. prosince – pátek

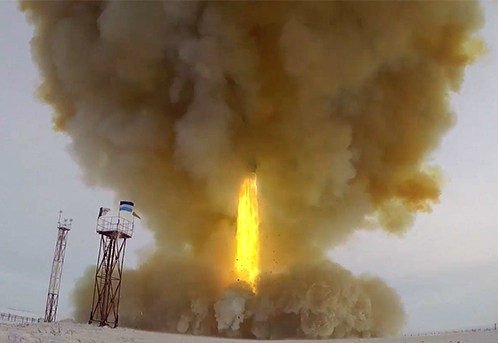
kluzák Avangard

 Ruské ozbrojené síly zařadily do své výzbroje mezikontinentální balistické střely vybavené hypersonickým kluzákem Avangard (na obrázku).
 Při havárii dopravního letounu Fokker 100 zemřelo u kazachstánského města Almaty 12 lidí a 66 jich bylo zraněno.
28. prosince – sobota
 Nejméně 90 lidí bylo zabito při bombovém útoku v somálském hlavním městě Mogdišu.
29. prosince – neděle
 Americké ozbrojené síly zaútočily na základnu proíránských u města Al-Káim v provincii Anbár.
 Nejméně pět lidí bylo pobodáno při útoku v domě rabína ve městě Monsey ve státě New York během oslav svátku Chanuka.